# 6607-es mellékút (Magyarország)
A 6607-es számú mellékút egy közel huszonhét kilométer hosszú, négy számjegyű mellékút Baranya vármegye és Somogy vármegye határvidékén, Szigetvárt kapcsolja össze Kadarkúttal, feltárva közben az útjába eső kisebb településeket is.

## Nyomvonala
A 6-os főútból ágazik ki, annak 233+300-as kilométerszelvénye táján, a Szigetvári járás névadó városában és egyben székhelyén, Szigetvár nyugati részén, egy nagy malomépülettel szemben, észak-északnyugat felé. Kezdeti szakasza a Bajcsy-Zsilinszky Endre utca nevet viseli, így halad el a város volt kenyérgyára és zsidó temetője mellett, 900 méter után pedig kilép a lakott területek közül. 2,1 kilométer után egy rövid szakaszon Szigetvár és Basal határvonalát követi, majd 2,5 kilométer előtt nem sokkal egy hármashatárhoz ér, a két előbbi és Patapoklosi közigazgatási területeinek közös határpontjához. Utóbbi területén halad tovább, majd a 3+150-es kilométerszelvénye közelében egy elágazáshoz ér: kelet felé az 1,7 kilométer hosszú 66 123-as út, nyugat felé az 1,6 kilométer hosszú 66 124-es út ágazik ki belőle: előbbi Basal központjába, utóbbi először Pata, majd Poklosi településrészekre.
4,2 kilométer után az út Somogyapáti területére lép, a települést az ötödik kilométerénél éri el, ott a Fő utca nevet viseli, a belterületen nagyjából végig észak felé haladva. A község északi részében, az 5+950-es kilométerszelvényénél egy újabb elágazáshoz ér: észak felé tovább a 66 125-ös út folytatódik, amely közel 16 kilométeres nyomvonalával hat zselici aprófalut tár fel, a 6607-es pedig nyugat-északnyugati irányban folytatódik. 6,9 kilométer után a 66 129-es számú mellékút ágazik ki belőle észak felé: ez Adorjánpuszta külterületi községrészen és Somogyviszló lakatlan nyugati külterületein át a Vásárosbéc közigazgatási területének déli részén fekvő Dióspusztára vezet. A 8+650-es kilométerszelvényénél lép át az út Somogyhatvanra, nem sokkal ezután már a község házai között halad, a Dózsa György utca nevet viselve, északnyugati irányban a település déli szélén, majdnem pontosan egy kilométeren keresztül.
11,8 kilométer után lépi át az út a megyehatárt, innentől Somogy vármegye Barcsi járásában, Patosfa területén halad. 13,1 kilométer után éri el a község belterületét, ott északnak fordul és a Fő utca nevet veszi fel, így halad végig a kis település keleti szélén. 14,1 kilométer után kilép a házak közül, újra északnyugatnak fordul, és kicsivel ezután már át is lép Lad területére. Ennek belterületét 15,1 kilométer után éri el; Kossuth Lajos utca néven halad a központig, ahol 15,8 kilométer után egy elágazáshoz ér. Nyugat felé innen a 6623-as út folytatódik, Barcs keleti széléig, a 6607-es pedig északnak folytatódik Petőfi utca néven. A faluközpont északi részén egy szakaszon Szabadság utca, majd a község legészakabbi részén Ady Endre utca a neve, ott már ismét északnyugati irányt követve.
17,9 kilométer után lép ki az előző település lakott területei közül, 18,9 kilométer után pedig eléri Hedrehely határát. Onnan ismét északi irányt követ, és a 19. kilométerénél kiágazik belőle nyugat felé a 3,6 kilométer hosszú 66 166-os út, ez Kőkút Gyöngyöspuszta és Alsótapazd településrészeire vezet. Hedrehely lakott területeit az út nem érinti, 22,6 kilométer után pedig már Hencse területére ér, ahol szinte egyből lakott területre is érkezik és a Kossuth Lajos utca nevet veszi fel.
A 23+150-es kilométerszelvényénél egy elágazáshoz ér: nyugat felé a 4,2 kilométer hosszú 66 164-es út, kelet felé pedig 6,2 kilométer hosszú 66 151-es út indul – előbbi Kőkútra, utóbbi Hedrehely központjába, és onnan tovább Visnye községbe vezet. A 24. kilométere után hagyja el az út Hencse lakott területeit, 24,9 kilométer után pedig Kadarkút határai közé érkezik. 25,6 kilométer után éri el a település belterületét, ott Fő utca lesz a neve. Kadarkút központjában ér véget, beletorkollva a Kaposfő-Lábod közti 6616-os útba, annak 15+150-es kilométerszelvénye közelében.
Teljes hossza, az országos közutak térképes nyilvántartását szolgáló kira.gov.hu adatbázisa szerint 26,893 kilométer.

## Települések az út mentén
- Szigetvár
- (Basal)
- (Patapoklosi)
- Somogyapáti
- Somogyhatvan
- Patosfa
- Lad
- (Hedrehely)
- Hencse
- Kadarkút

## Története
1934-ben a kereskedelem- és közlekedésügyi miniszter 70 846/1934. számú rendelete a teljes mai hosszában harmadrendű főúttá nyilvánította, a Szigetvár-Nagybajom közti 645-ös főút részeként.